# Malcolm Lincoln
Malcolm Lincoln er en estisk duo, bestående af Robin Juhkental (sang) og Madis Kubu (bas).
Den 12. marts 2010 deltog Malcolm Lincoln sammen med en gruppe kaldet Manpower 4, i den estiske udtagelse till Eurovision Song Contest 2010. Malcolm vandt med sangen "Siren", skrevet af Robin Juhkental, og de kom dermed til at repræsentere Estland i Eurovision Song Contest 2010 i Oslo – Men røg allerede ud i 1. semifinale, og kom dermed ikke med i finalen.
| Musikgruppe | Spire Denne artikel om en musikgruppe er en spire som bør udbygges. Du er velkommen til at hjælpe Wikipedia ved at udvide den. |